# Pieris cheiranthi
Pieris cheiranthi är en fjärilsart som beskrevs av Hübner 1816. Pieris cheiranthi ingår i släktet Pieris och familjen vitfjärilar. Inga underarter finns listade i Catalogue of Life.
Arten förekommer på Kanarieöarna och kanske även på Madeira. Den vistas i fuktiga och skuggiga ansamlingar av buskar i skogsgläntor eller nära klippor.
Honan lägger äggen på den korsblommiga växten Crambe strigosa där larvernas utveckling sker. Ibland hittas larver på den introducerade växten indiankrasse (Tropaeolum majus). Unga larver lever tät intill varandra.
Landskapsförändringar är det största hotet mot beståndet. Den införda stekeln Cotesia glomerata parasiterar på arten och dödar flera exemplar. Populationen på La Gomera dog ut under 1970-talet. IUCN kategoriserar arten globalt som starkt hotad.

## Bildgalleri

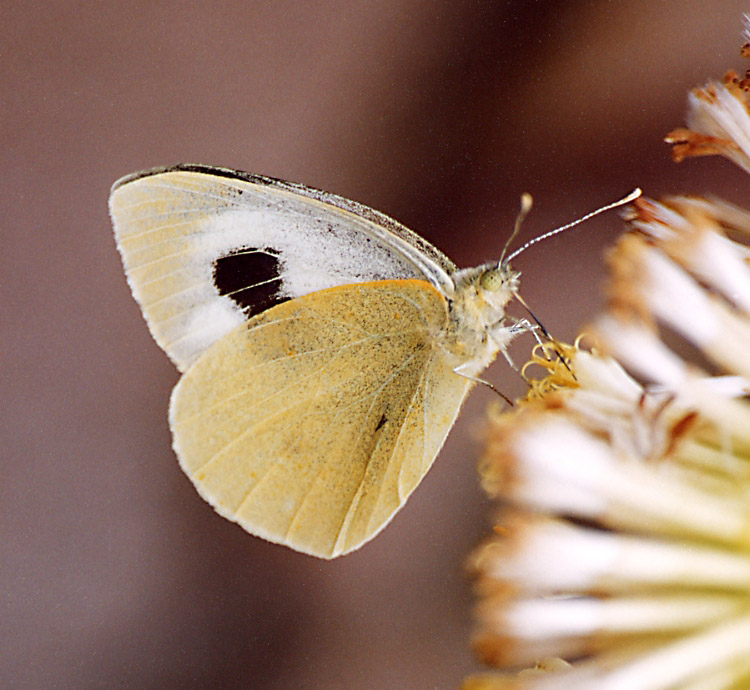